# Roujyn
Roujyn (en ukrainien : Ружин) ou Roujine (en russe : Ружин) est une commune urbaine de l'oblast de Jytomyr, en Ukraine. Sa population s'élevait à 4 607 habitants en 2013.

## Géographie
Roujyn est arrosé par la rivière Rostavytsia (en ukrainien : Роставиця) et se trouve à 70 km au sud-est de Jytomyr et à 123 km au sud-ouest de Kiev.

## Histoire
Le village de Cherbiv fut renommé Roujyn en 1596 par le comte Kirik Roujynski. Au XIXe siècle, plusieurs établissements industriels étaient en activité : deux usines textiles, une usine travaillant le cuir, des briqueteries, des distilleries, etc. Certaines usines étaient équipées de machines à vapeur. Au début de XXe siècle, la population de Roujyn elle dépassait 6 000 habitants en comptant le village voisin de Balamoutivka et comprenait des Ukrainiens, des Polonais et des Juifs. Les jeunes Ukrainiens fréquentaient l'école publique, les Juifs le heder ou la yechiva, tandis que les Polonais suivaient clandestinement un enseignement dans leur langue, à Balamoutivka. À la veille de la Première Guerre mondiale, Roujyn possédait une cathédrale catholique, un théâtre, un cinéma et une centrale électrique. À la fin de la guerre, Roujyn connut une brève période d'indépendance ukrainienne (1916-1918), puis fut occupée par l'armée allemande du 27 février au 18 novembre 1918. Un pogrom frappa l'année suivante la communauté juive, qui ne comptait plus que 1 108 personnes en 1939, contre 3 599 au recensement de 1897. Dans les années 1930, Roujyn et sa région souffrirent très durement de la famine consécutive à la collectivisation et des cas de cannibalisme furent rapportés. Pendant la Seconde Guerre mondiale, le village fut occupé par l'Allemagne nazie du 17 juillet 1941 au 24 décembre 1943. La population juive disparut pendant l'occupation, à la suite d'exécutions de masse qui eurent lieu les 10 septembre 1941 et 1er mai 1942 dans les environs de Roujyn. Le village accéda au statut de commune urbaine en 1962. Les armoiries et le gonfalon modernes de Roujyn furent adoptés en 2000.

## Population
Recensements (*) ou estimations de la population :
| 1863  | 1897* | 1923* | 1926* | 1959* |
| ----- | ----- | ----- | ----- | ----- |
| 1 663 | 5 016 | 4 287 | 4 643 | 3 258 |

| 1970* | 1979* | 1989* | 2001* | 2008  |
| ----- | ----- | ----- | ----- | ----- |
| 3 877 | 4 914 | 5 370 | 5 067 | 4 804 |

| 2009  | 2010  | 2011  | 2012  | 2013  |
| ----- | ----- | ----- | ----- | ----- |
| 4 771 | 4 761 | 4 712 | 4 662 | 4 607 |

## Transports
Roujyn se trouve à 108 km de Jytomyr par la route et à 111 km par le chemin de fer.